# Швигер, Вальтер
Вальтер Швигер (нем. Walther Schwieger; 7 апреля 1885, Берлин — 17 сентября 1917, Северное море) — немецкий офицер флота, капитан-лейтенант (нем. Kapitanleutnant). 
Командовал подводной лодкой U-20, потопившей 7 мая 1915 года британский трансатлантический лайнер «Лузитания». Погиб 17 сентября 1917 года, вместе с подводной лодкой U-88, у побережья Дании. Его подлодка U-88, преследуемая судном HMS Stonecrop (корабль-ловушка), натолкнулась на британскую мину. На момент своей гибели Швигер потопил 49 кораблей (183,883 GRT) в ходе 34 миссий на трёх подводных лодках. Он был шестым по результативности командиром подводной лодки Первой мировой войны.

## Награды
- Орден Прусской короны 4-го класса (Королевство Пруссия)
- Железный крест (1914) 2-го и 1-го класса (Королевство Пруссия)
- Королевский орден Дома Гогенцоллернов рыцарский крест с мечами (Королевство Пруссия)
- Орден «Pour le Mérite» (30 июля 1917) (Королевство Пруссия)